# Philipp von Solms-Lich
Philipp von Solms-Lich (* 15. August 1468; † 3. Oktober 1544 in Frankfurt am Main) war regierender Graf von Solms zu Lich. Außerdem diente er als Rat am kaiserlichen Hof und bei Kurfürst Friedrich dem Weisen von Sachsen. Er war ein Förderer von Kunst und Architektur.

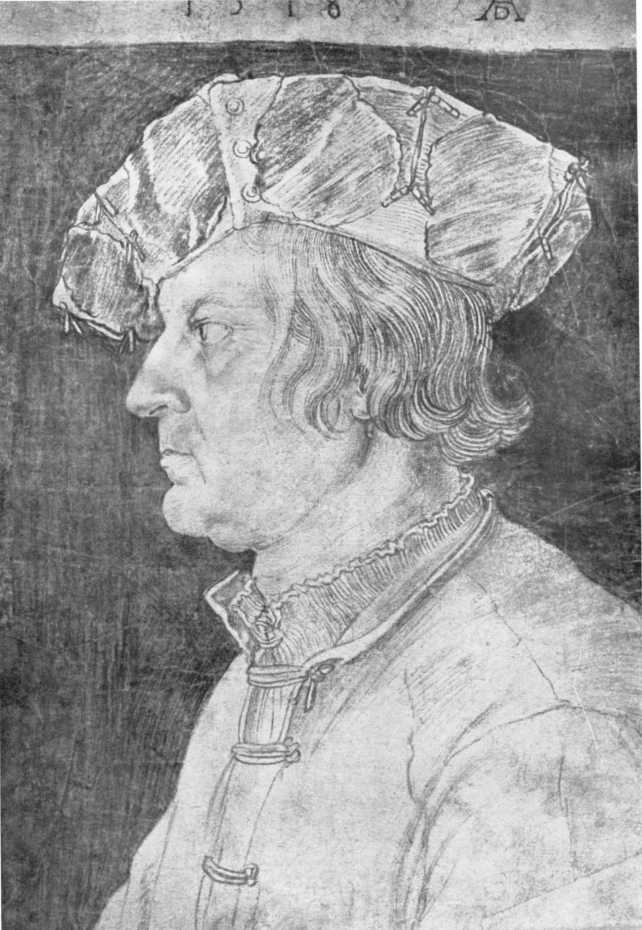
Philipp von Solms-Lich, Zeichnung von Albrecht Dürer

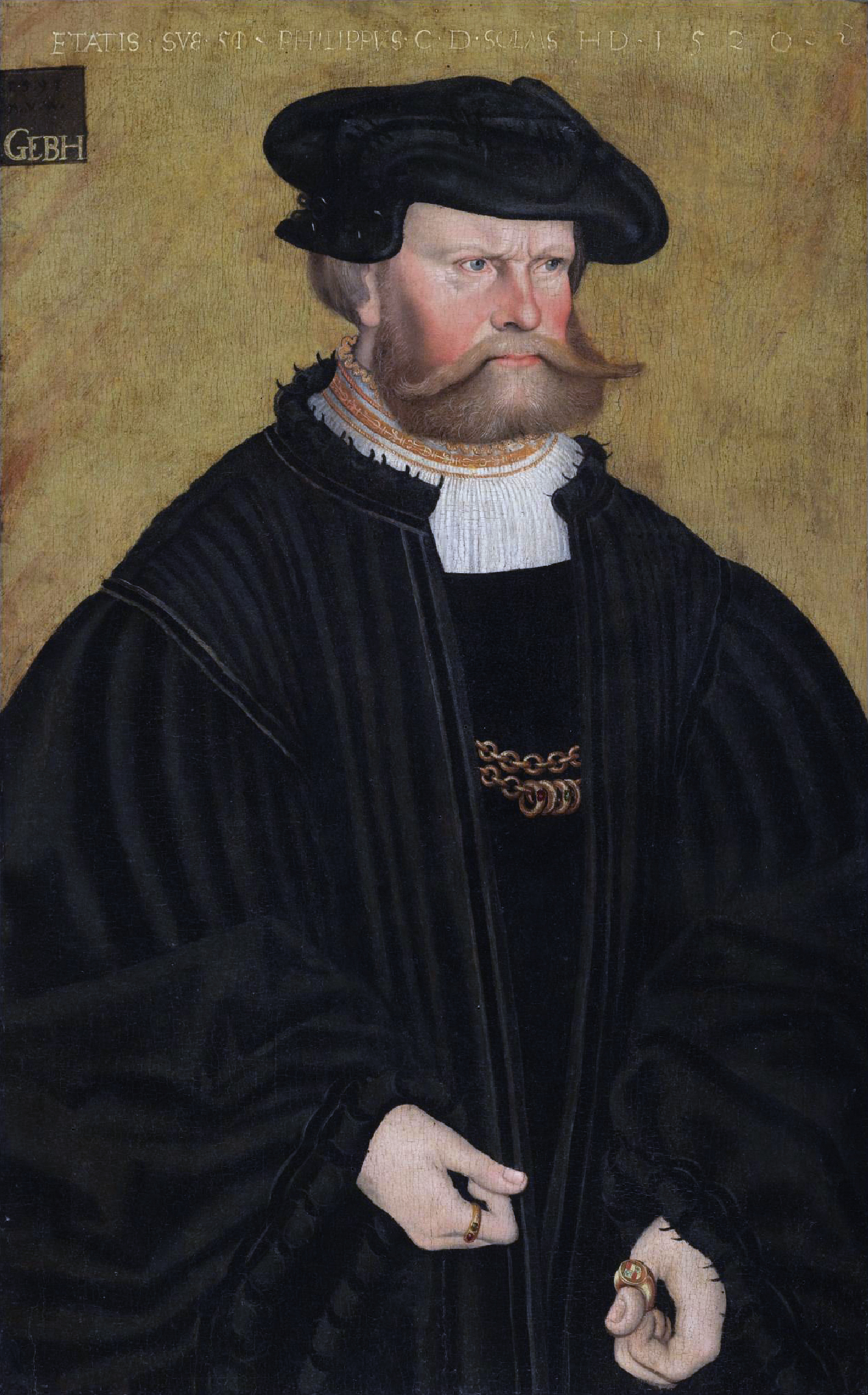
Philipp von Solms-Lich von Hans Döring

## Leben
Philipp von Solms-Lich war Sohn von Kuno von Solms-Lich und der Mutter Walpurgis von Dhaun-Kyrburg. Er studierte in Mainz, Heidelberg und Erfurt. Sein älterer Bruder war Johann zu Solms.
Er heiratete am 15. Februar 1489 in Hanau Adriana von Hanau (* 1. Mai 1470; † 12. April 1524), eine Tochter des Grafen Philipp I. von Hanau-Münzenberg und seiner Frau Adriana von Nassau-Dillenburg. Wegen des (entfernten) Verwandtschaftsverhältnisses war dafür ein päpstlicher Dispens erforderlich. Der Ehevertrag bestimmte eine Mitgift von 5000 fl., die um eine Widerlage in Höhe von 6000 fl. durch Philipp von Solms-Lich zu ergänzen war und eine Morgengabe in Höhe von 1000 fl. Diese Summen zusammenzubringen erforderte seinerseits einige Anstrengungen: Erst 1506 quittierte Adriana, das Wittum empfangen zu haben. Mit seiner Frau hatte Philipp von Solms-Lich zwölf Kinder. 
Am Hof der Kaiser Maximilian I. und Karl V. war er kaiserlicher Rat. In dieser Position stärkte er auch die eigene Landeshoheit. 1494 wurde er vom Gerichtszwang des Reichshofgerichts befreit. Auch vor andere Gerichte durfte er fortan nicht mehr geladen werden. Damit gab der Kaiser seine letzten Rechte in der Grafschaft Solms-Lich auf. 
Später, wohl zwischen 1506 und 1514, trat er als kurfürstlicher Rat in den Dienst des Kurfürsten von Sachsen, Friedrichs des Weisen. Er war für den Kurfürsten Gouverneur der Veste Coburg. Im kurfürstlichen Dienst lernte er den Maler Hans Döring kennen, den er zu seinem Hofmaler machte.
Im Auftrag des Kurfürsten sollte er 1519 den Ehevertrag zwischen dem Kurprinzen Johann Friedrich und Katharina, der Schwester Karl V., abschließen. Allerdings scheitern die Pläne. Im Jahr 1520 setzte er sich bei Franz von Sickingen für Martin Luther ein, um diesen vor einer möglichen Verhaftung zu schützen. Durch Ulrich von Hutten sagte Sickingen den Schutz Luthers zu. In Lich hält sich seit langem das Gerücht, dass Philipp von Solms-Lich Luther 1521 auf dem Weg zum Reichstag nach Worms ein sicheres Nachtquartier angeboten hat. 
Philipp von Solms-Lich trat nach dem Tod von Friedrich dem Weisen in den Dienst des Landgrafen Philipp von Hessen ein. Im Jahr 1537 erwarb Philipp von Solms-Lich die Herrschaft Sonnewalde in der Niederlausitz und 1544 die Herrschaft Alt-Pouch. Er tat sich als Förderer von Kunst und Architektur hervor.
In seine Zeit fällt vermutlich der Umbau von Burg Hohensolms. Außerdem baute er die Residenz in Lich aus. Zusammen mit dem hessischen Landgrafen und dem Bischof von Trier war er vermutlich einer der Bauherren der Marienkirche in Niederweidbach. Er stiftete auch den Scheinaltar der Kirche. Auf der wahrscheinlich von Hans Döring gemalten Stiftertafel wurde er mit seiner Familie abgebildet. Im Jahr 1510 ließ er mit den Umbau der Marienstiftskirche in Lich beginnen. Von Döring existieren weitere Bilder Philipps. Auch Albrecht Dürer zeichnete ihn 1518 während des Reichstages in Augsburg. Zwei Jahre später wurde er auch von Lucas Cranach gemalt.  
Obwohl der hessische Landgraf zum Protestantismus übertrat, blieb Philipp von Solms-Lich auch aus politischen Gründen dem alten Glauben treu und stand in der Konfessionsfrage auf kaiserlicher Seite. Angeblich bekannte er sich auf dem Sterbebett zur reformatorischen Lehre. Graf Philipp starb in Frankfurt am Main und wurde in Lich beerdigt.